# 沙赫拉克区

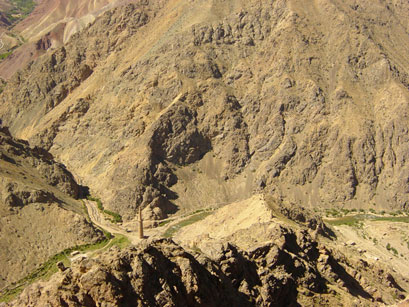
俯瞰贾姆尖塔

沙赫拉克区是阿富汗古尔省中部的一区，人口约50,900，本区中心是Dahan-e Falezak。

## 建筑
本区的贾姆尖塔于2002年列入世界遗产名录 。